# 卓洋乡
卓洋乡，是中华人民共和国福建省宁德市古田县下辖的一个乡镇级行政单位。

## 行政区划
卓洋乡下辖以下地区：
卓洋村、林前村、秀峰村、独峰村、文洋村、廖厝村、半山村、吉洋村、前洋村、京峰村、下地村、树兜村、曹炉村、沽洋仔村、洋塔村和庄里村。